# Джар-Кыштак (Ырысский айылный аймак)
Джар-Кыштак (кирг. Жар-Кыштак; узб. Yor-Qishloq / Ёр-Қишлоқ) — село в Сузакском районе Джалал-Абадской области. Входит в состав Ырысского айыльного округа.

## География
Село расположено в 6 км юго-западнее от города Джалал-Абад. Расстояние до столицы Киргизии Бишкека ~ 560 км. Между селами Джар-Кыштак и Масадан проходит автомагистраль Бишкек — Ош, которая соединяет столицу Бишкек с городом Ош и южной частю страны.

## Климат
Климат субтропический, сухой, с жарким (абсолютный максимум +42 ˚С) летом, солнечной осенью с редкими ливневыми дождями и мягкой зимой с повышенной влажностью и средней температурой около 0 ˚С. Относительная влажность с июня по октябрь небольшая — 30 %, в жаркие летние месяцы ещё ниже. Осадков за год выпадает около 460 мм. Удаленность от значительных водных пространств обуславливает континентальность и засушливость климата. Среднегодовая температура составляет +13 °С, в июле +25…+30 °С, в январе −3…−5 °С.

## Известные жители и уроженцы
- Алимов, Сали (1900—1992) — Герой Социалистического Труда.
- Абдукаримов, Абдумавлян (1922—2001) — Герой Социалистического Труда.